# Alice i Underlandet
Den här artikeln handlar om boken Alice i Underlandet. Se även Alice i Underlandet (olika betydelser).
Alice i Underlandet (engelska: Alice's Adventures in Wonderland), är en barnbok av den brittiske författaren Lewis Carroll, en pseudonym för Charles Lutwidge Dodgson, publicerad 1865. Boken handlar om den lilla flickan Alices äventyr i en värld som strider mot all logik. Den är Lewis Carrolls mest kända bok.
Boken ligger på andra plats i en lista över de 500 vanligast förekommande romanerna på bibliotek världen över. Listan har den globala biblioteksorganisationen OCLC tagit fram utifrån information från databasen Worldcat.

## Handling
Boken handlar om sjuåriga Alice som sitter och har tråkigt, då helt plötsligt en vit kanin dyker upp. Han plockar upp en klocka ur sin västficka och säger "Kära nån, jag är sen!". Kaninen skuttar vidare och Alice, som blir nyfiken på kaninen, springer efter honom. Han skuttar ner i ett kaninhål, och när Alice tittar ner faller hon. Hon faller flera mil. Efter det är ingenting sig likt. Alice hittar en nyckel till en dörr som är för liten, äter kakor med förvånande resultat, simmar i ett hav av sina egna tårar och får vara med om en kommitté-kapplöpning.
Alice kommer bland annat till den vita kaninens hus, där kaninen misstar henne för sin hushållerska och ber henne hämta hans handskar. Inne i huset dricker hon från en flaska vilket får henne att växa så att hon fyller hela huset. Några djur, bland annat Ödlan Bill, samlas för att hitta på ett sätt att få ut "monstret" ur huset, men Alice lyckas äta några kakor som får henne att krympa till några få centimeters storlek.
I detta miniformat träffar hon sedan en larv som röker vattenpipa och som ger henne meningslösa råd, men även visar att hon kan få tillbaka sin vanliga storlek genom att äta av svampen han sitter på. Vid första försöket får hon dock en flera meter lång hals och skrämmer slag på en fågel som tror att hon är en orm. När Alice återfått sin normala storlek kommer en kurir med fiskhuvud och ger henne en inbjudan till hertiginnan, där hon får se en bebis förvandlas till gris och får råd av den brett grinande Cheshirekatten.

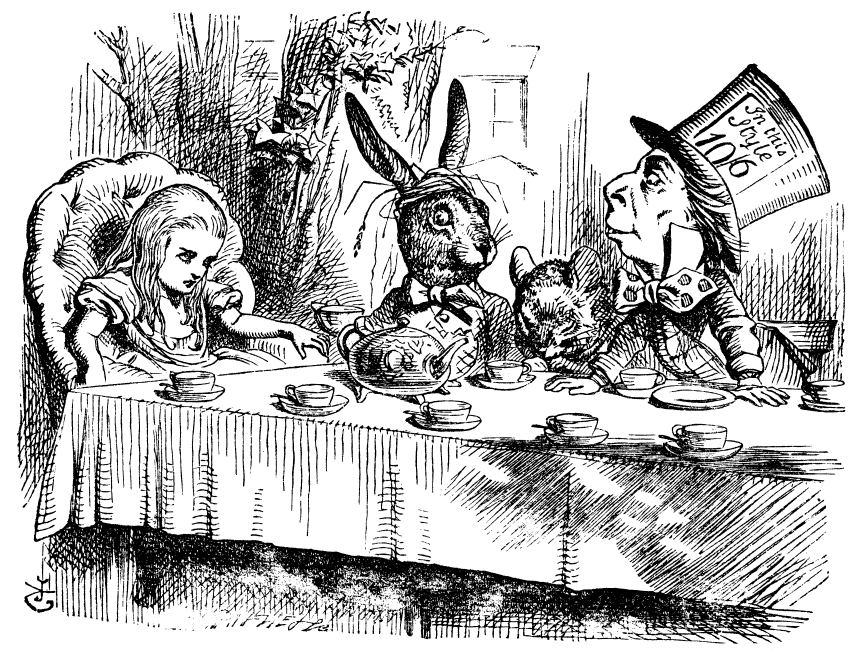
Alice på tekalas med Påskharen och Hattmakaren. Illustration av Sir John Tenniel från 1865.

Katten visar henne vägen till Hattmakaren och Påskharen, där hon får vara med om ett förvirrat tekalas. Alice tröttnar och ger sig iväg. Hon hittar en dörr i ett träd som leder till en slottsträdgård, där hon möter soldater i form av spelkort, varav några är sysselsatta med att måla om vita rosor i rött, och därefter även den stränga och pompösa drottning Hjärter Dam. Drottningen bjuder in Alice till en märklig krocketmatch med flamingor som klubbor och igelkottar som klot. Alice tröttnar eftersom drottningen bara fuskar och träffar istället en falsk sköldpadda – det är en sådan man lagar falsk sköldpaddssoppa av – och en grip, som berättar om sin skolgång.
Sedan tar gripen med Alice tillbaka till Hjärter Dams hov där hon måste närvara vid en rättegång. Hjärter Knekt är nämligen anklagad för att ha stulit bakelser ur Hjärter Dams kök (episoden är inspirerad av en engelsk barnramsa). Under den kaotiska rättegången får drottningen ett raseriutbrott och spelkortssoldaterna överfaller Alice, som därefter vaknar under det träd hon satt vid i början av boken. Spelkorten var bara löv som fallit på henne.

## Bokens tillkomst

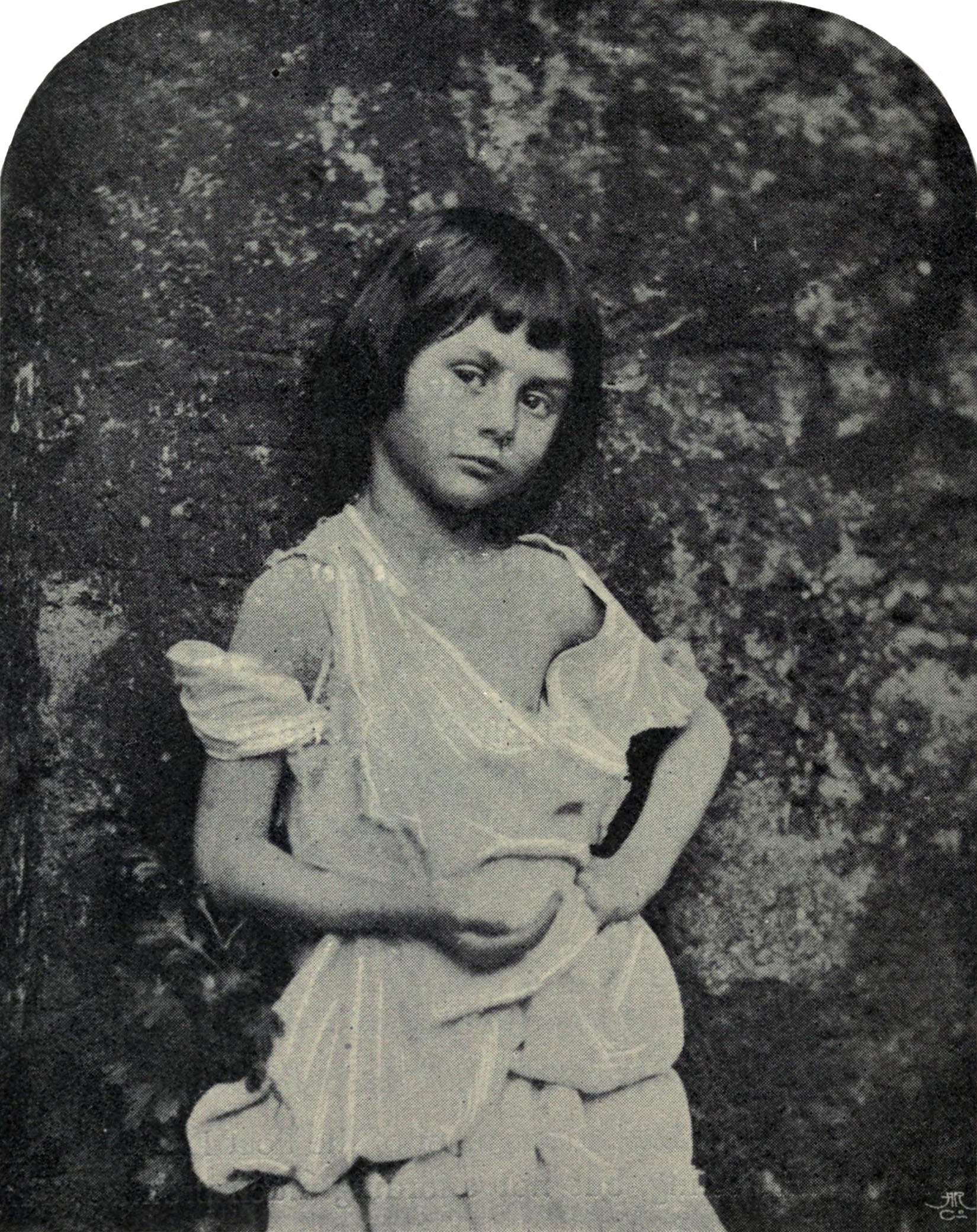
Alice Liddell på ett fotografi av Lewis Carroll.

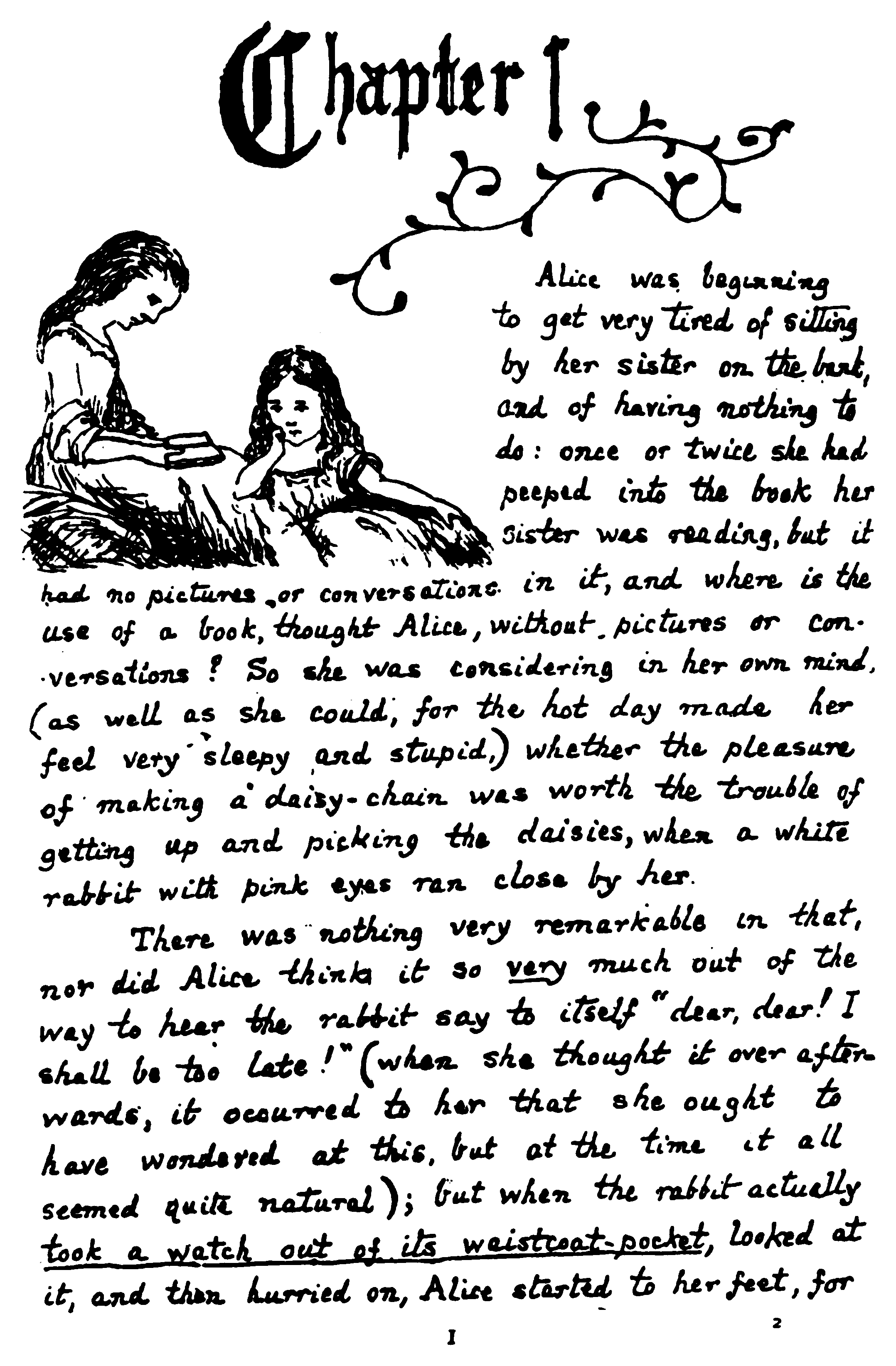
Första sidan i Alice's Adventures Under Ground, faksimil-utgåva av Dodgsons första manus publicerat 1886 på Macmillan.

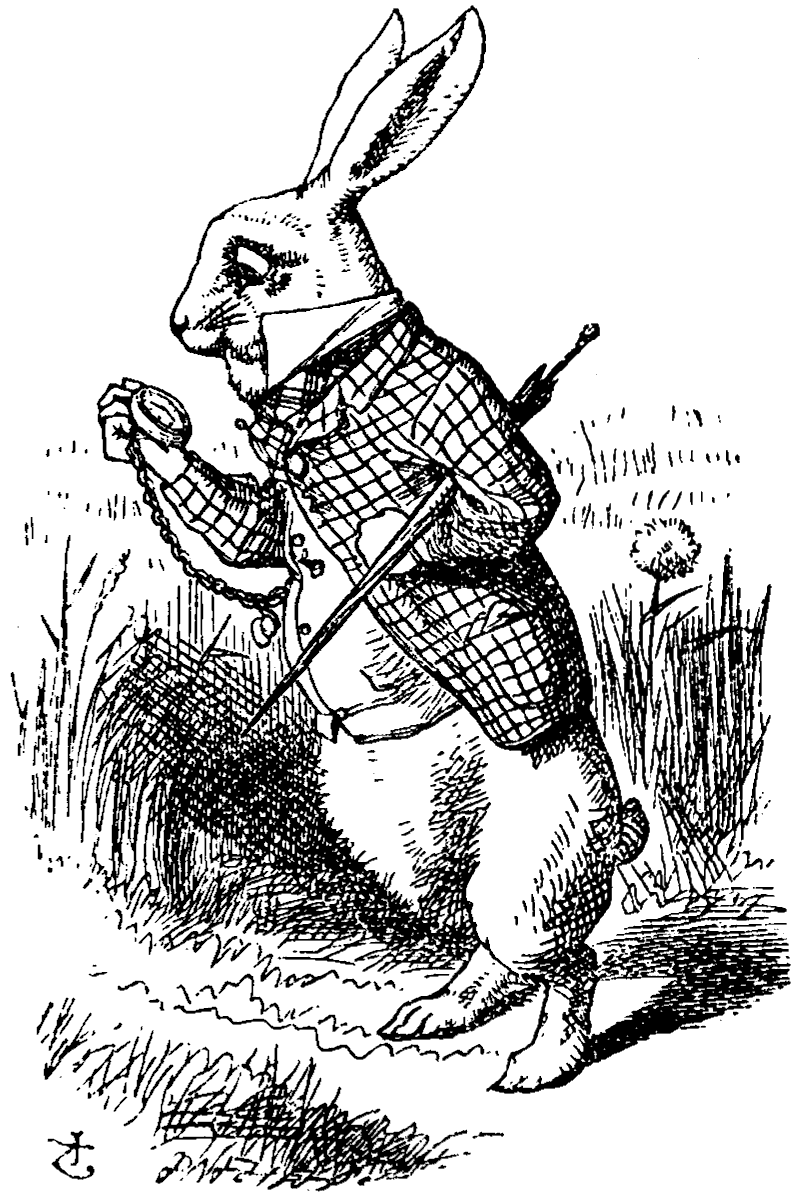
Den vita kaninen, en stressad figur. Illustration av John Tenniel från 1865.

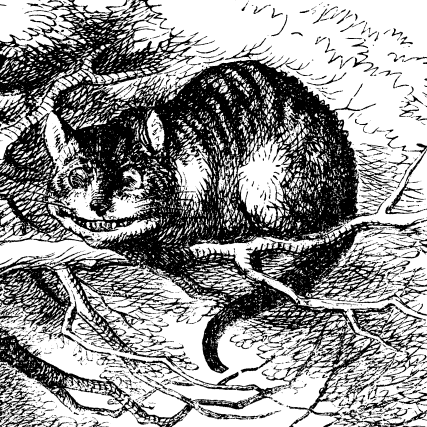
Den brett grinande Cheshirekatten. Illustration av John Tenniel.

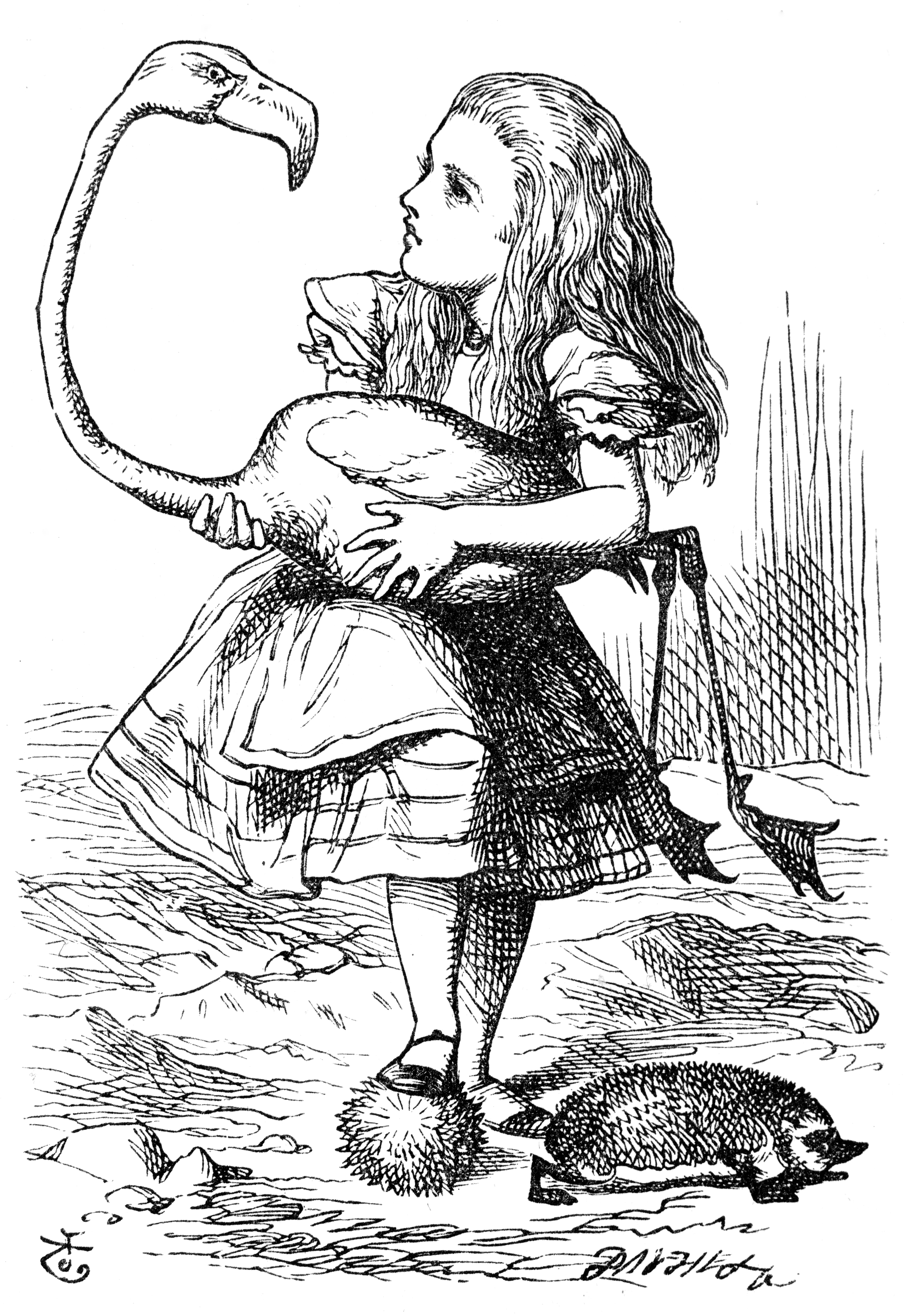
Alice spelar krocket hos drottning Hjärter Dam.

Boken från 1865 baseras på en berättelse påkommen under en sommarutflykt tre år tidigare, den 4 juli 1862. Den dagen begav sig de båda pastorerna Charles Lutwidge Dodgson (Carrolls riktiga namn) och Robinson Duckworth ut på picknick, åtföljda av gemensamme vännen Henry Liddells tre döttrar – Lorina Charlotte (13 år), Alice Pleasance (10 år) och Edith Mary (8 år). Själva utflykten företogs med roddbåt uppför Themsen vid och ovanför Oxford, där den är ett ganska beskedligt vattendrag.
Under färden berättade Dodgson en saga om en uttråkad liten flicka som längtade efter äventyr. Flickorna älskade sagan, och vid dagens slut bad Alice Liddell att Dodgson skulle skriva ned den. Dodgson tillbringade därefter natten med att teckna ned allt han kom ihåg av den. Det resultatet vidareutvecklades vid ett nytt historieberättande en månad senare då Dodgson och flickorna på nytt var ute och rodde. Den 26 november 1864 gav så Dodgson det handskrivna manuskriptet till Alice's Adventures Under Ground ("Alice' underjordiska äventyr") som en tidig "julklapp till ett kärt barn till minne av en sommardag". Teckningarna var gjorda av Charles Dodgson själv.
Samtidigt hade Dodgson långt gångna planer på att låta ge ut sagan. Han hade låtit andra barn i bekantskapskretsen titta igenom manusen och fått mycket beröm. Manuset som Alice Liddell fick som julklapp var på 15 500 ord. Den version som Dodgson börjat utveckla för publicering var utökad till 27 500 ord och hade bland tillagda episoder med en Cheshirekatt och ett tekalas med en galen hattmakare. Inför bokförslaget kontaktade Dodgson den kände illustratören John Tenniel.

## Utgivning och mottagande

### På originalspråket
Den första upplagan av Alice’s Adventures in Wonderland gavs ut den 26 november 1865, på förlaget Macmillan. Där stod John Tenniel för de numera klassiska bokillustrationerna, och som författare nämndes ”Lewis Carroll”. Charles Dodgson, känd som kyrkoman och matematiker, dolde sig här bakom en författarpseudonym. Förstaupplagan på 2 000 exemplar släpptes dock inte eftersom Tenniel inte var nöjd med tryckkvaliteten. En andraupplaga trycktes och gavs ut i december, med utgivningsåret angivet som 1866. Förstaupplagan såldes dock vidare till New York-förlaget Appleton, som sedan lät binda in den. Denna första tryckning blev således konverterad till en amerikansk utgivning 1866.
De första åren efter bokens utgivning var den inte särskilt uppmärksammad, även om drottning Victoria och en ung Oscar Wilde tillhörde dess första läsare. Bland annat fanns den inte med i en omröstning från 1888 om populära barnberättelser. Bokkritikerna tyckte i allmänhet mer om Tenniels illustrationer än Carrolls berättelse. Uppföljaren Alice i Spegellandet från 1871 gav dock även den första boken skjuts. Vid 1800-talets slut skrev Sir Walter Besant att Alice i Underlandet "var en bok av ett extremt sällsynt slag som kommer att hållas kär av kommande generationer, ända till dess språk blir urmodigt".
Sedan den ursprungliga utgivningen har Alice i Underlandet alltid funnits i tryck. Den har med åren översatts till cirka 170 språk och har genererat otaliga bearbetningar i andra medier, särskilt inom teater och film.
Endast tjugotre exemplar av originalupplagan från november 1865 återstår, varav arton ägs av bibliotek. År 1998 såldes ett exemplar för 1,5 miljoner dollar, det högsta pris en barnbok någonsin betingat. År 2001 auktionerades på brittiska Sotheby's en samling brev, fotografier och manuskript som en gång tillhört Alice Liddell – flickan som är verklighetens förlaga till bokens titelfigur – bort för motsvarande 2,8 miljoner dollar.

### Svenska översättningar i urval
Den första svenska utgåvan, Alice’s Äfventyr i Sagolandet, kom redan 1870, översatt (oauktoriserad) av Emily Nonnen och med kopior av John Tenniels originalillustrationer.
Därefter har ett stort antal utgåvor tryckts på svenska, i olika översättningar och utformningar. Illustratörerna har varierat och många versioner, särskilt de kraftigt förkortade, har inkorporerat även Alice i Spegellandet i en och samma volym. Listningen nedan är endast ett urval och tar inte med alla kraftigt förkortade utgåvor och bokutgåvor som direkt baserar sig på Disneys film. Många utgåvor har dessutom tryckts i flera upplagor.
- Carroll, Lewis; Nonnen, Emily (översättare); Tenniel, John (illustratör) (1870). Alice's äfventyr i sagolandet. Stockholm: Lamm. Libris 1579189
- Carroll, Lewis; Tenniel John Sir, Arosenius Louise (1898). Alices äfventyr i sagolandet. P. A. Norstedt & Söners Ungdomsböcker, 44. Stockholm: Norstedt. Libris 1664189
- Carroll, Lewis; Rackham Arthur (illustratör), Funtek-Snellman Gemma (översättning) (1953). Alices äventyr i underlandet. Skattkammarbiblioteket (5. uppl.). Stockholm: Natur och kultur. Libris 1492696
- Carroll, Lewis (1956). Alice i Underlandet. NU: Niloés folkböcker, Underhållningsserien, 10. Stockholm: Niloé. Libris 12319973
- Carroll, Lewis; Jansson Tove (illustratör), Runnquist Åke (översättare) (1966). Alice i Underlandet. Stockholm: Bonnier. Libris 8080085
- Carroll, Lewis; Tenniel John Sir (illustratör), Runnquist Åke (översättare) (1971). Alice i Underlandet. Delfinserien, 424. Stockholm: Aldus/Bonnier. ISSN 0346-657 Libris 488428
- Carroll, Lewis; Holstad Wenche (illutrstör), Behre Ingalill (översättare) (1976). Alice i Underlandet. De klassiska ungdomsböckerna, 154. Stockholm: Lindblad. Libris 7239608. ISBN 91-32-11507-5
- Carroll, Lewis; Tenniel John Sir (illustratör), Lundin Harry (översättare) (1977). Alice i Underlandet ; Spegellandet. Niloe-biblioteket. Lila serien. Uddevalla: Niloe. Libris 7602664. ISBN 91-7102-074-8
- Carroll, Lewis; Högfeldt Robert (illustratör, Knutsson Gösta (översättare) (1981). Alices äventyr i sagolandet och Bakom spegeln ([Ny utg.]). Stockholm: Wahlström & Widstrand. Libris 7280632. ISBN 91-46-13969-9
- Carroll, Lewis; Nonnen Emily (1984 [1870]). Alice's äfventyr i sagolandet. Stockholm: Rediviva. Libris 7605945. ISBN 91-7120-179-3 – Boken är en faksimil av den första svenska översättningen.
- Carroll, Lewis; Browne Anthony (illustratör), Runnquist Åke (översättare) (1989). Alice i Underlandet. Stockholm: Bonniers juniorförl. Libris 7285882. ISBN 91-48-51665-1
- Carroll, Lewis; Runnquist Åke (översättare), Oxenbury Helen (illustratör) (2000). Alice i Underlandet. Stockholm: Bonnier Carlsen. Libris 7458758. ISBN 91-638-3874-5
- Carroll, Lewis; Ingpen Robert (illustratör), Westman Christina (översättare) (2009). Alice i underlandet. Stockholm: B. Wahlström. Libris 11496455. ISBN 978-91-32-15664-9

## Kulturella referenser till verket

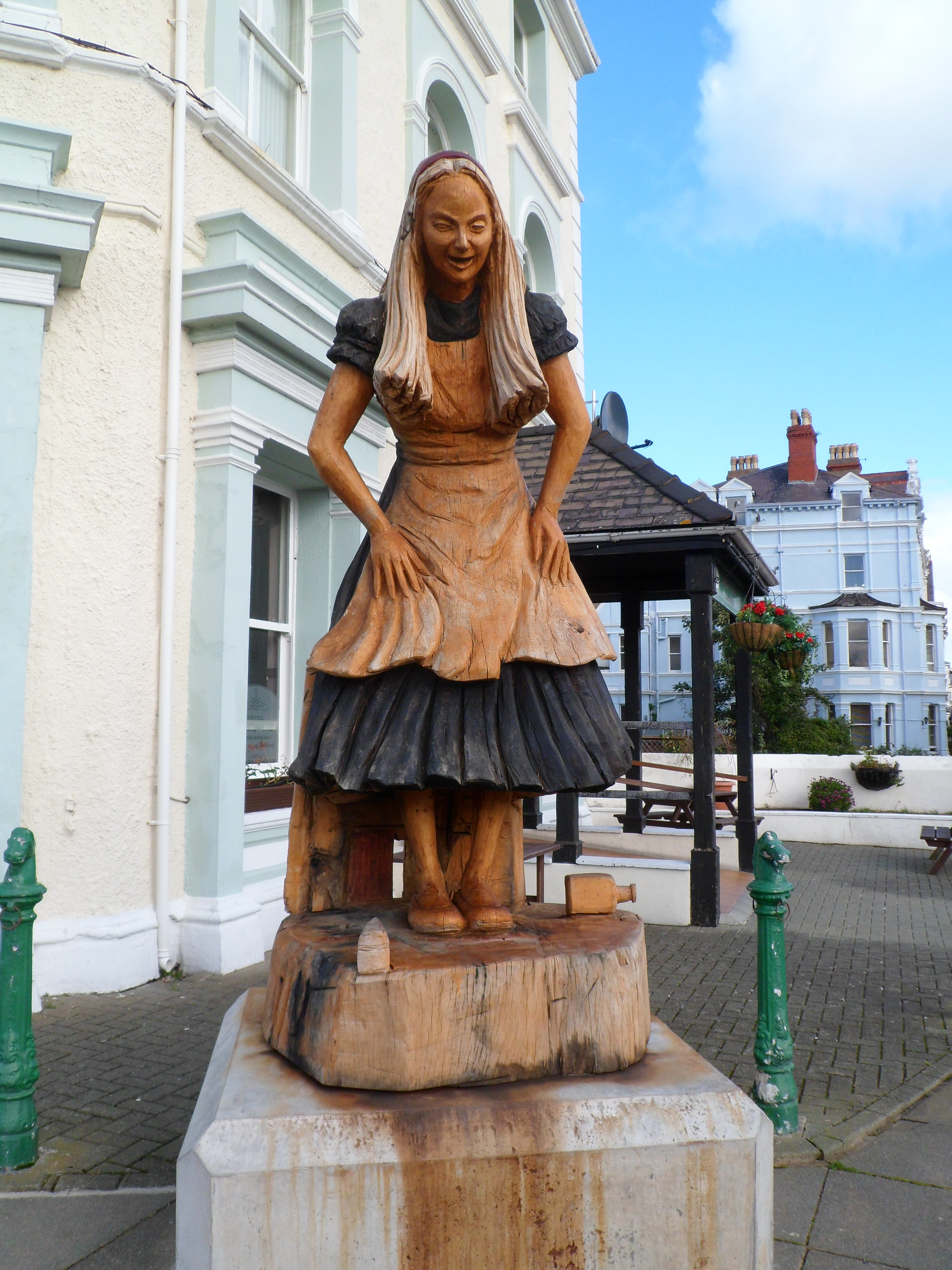

Hänvisningar till boken kan hittas i en mängd senare verk inom annan litteratur, musik, konst och film. Den brett grinande Cheshirekatten, stressade vita kaninen, fuskande drottningen och galne hattmakaren är bara några av de besynnliga gestalter ur romanen som fastnat i senare generationers medvetande. Den surrealistiske poeten André Breton tog med hela det tionde kapitlet Hummerkvadriljen i sin antologi om svart humor, Anthologie de l'humour noir (1940). Som exempel på filmer som influerats kan nämnas Matrix, Fear and Loathing in Las Vegas och Resident Evil. Inom populärmusiken är låtarna "White Rabbit" av det amerikanska rockbandet Jefferson Airplane och "Mona Lisas and Mad Hatters" av Elton John ett par exempel. 
Lewis Carroll brukade ibland säga: ”Om du inte vet vart du är på väg kommer du att hamna någon annanstans!” Det är nog inte bara Alice i sitt Underland som känt igen sig i den maximen.
Alice in Underlandet används av scientologer för träning av kommunikation. En övning (TR1) består i att den studerande läser meningar från boken för att träna "förmågan att få över en specifik kommunikation till en lyssnare och få den förstådd". Denna och andra av scientologins kommunikationsövningar används även i vissa relaterade organisationer, såsom behandlingshemmen Narconon.

## Filmatiseringar i urval
- Den första filmatiseringen gjordes 1903, Alice in Wonderland, en brittisk stumfilm regisserad av Cecil Hepworth och Percy Stow, med May Clark i rollen som Alice.[10]
- Hollywoodproduktionen Alice i Underlandet från 1933, i regi av Norman Z. McLeod, var både påkostad och stjärnspäckad. Bland de medverkande finns W.C. Fields, Edna May Oliver, Cary Grant, Gary Cooper, Edward Everett Horton, Alice spelas av Charlotte Henry.
- Den mest kända Alice-filmatiseringen är antagligen Walt Disneys tecknade version från 1951, Alice i Underlandet.[11]
- 1966 kom The Wednesday Play, ett brittiskt, något psykedeliskt drama i regi av Jonathan Miller. Här spelades Alice av Anne-Marie Mallik och Den galne hattmakaren av Peter Cook. För musiken stod Ravi Shankar.[12]
- 1972 gjordes en musikalversion, Alice i Underlandet, med Fiona Fullerton i huvudrollen. I övriga roller ses bland andra Ralph Richardson, Peter Sellers, Flora Robson och Spike Milligan.[13]
- 1983–1984 sändes den tysk-japanska samproduktionen Fushigi no kuni no Alice (ふしぎの国のアリス "Alice i underlandet") på japanska NHK och därefter på ett antal europeiska TV-kanaler. Det här var en animerad TV-serie på 52 avsnitt, producerad på japanska studion Nippon Animation med stöd av tyska Apollo Film. Serien regisserades av Shigeo Koshi och Taku Sugiyama.[14]
- 1985 Kom Tom Pettys & the Heartbreakers låt "Don`t come around here no more", som är baserad på Alice i underlandet. Den finns även som musikvideo.
- 1999 kom tv-filmen Alice i Underlandet, med Tina Majorino som Alice och en stjärnspäckad rollista med namn som Ben Kingsley, Martin Short, Whoopi Goldberg, Peter Ustinov, Christopher Lloyd, Gene Wilder, Robbie Coltrane och Miranda Richardson.
- 2010 hade en ny filmatisering premiär, som är löst baserad på boken. Det var Disney som i samarbete med regissören Tim Burton gjorde en storsatsning, med skådespelare som Johnny Depp, Helena Bonham Carter, Anne Hathaway, Alan Rickman och Mia Wasikowska.[15]